# Стадион Пјер Мороа
Стадион Пјер Мороа (фр. Stade Pierre-Mauroy, Decathlon Arena – Stade Pierre-Mauroy) вишенаменски је стадион са помичним кровом у Вилнев д’Аску (Европска метропола Лил), Француска, који је отворен у августу 2012. године. Има капацитет од 50.186 седишта и домаћи је стадион француског фудбалског клуба Лил ОСЦ. Првобитно назван Гранд Стаде Лил Метрополе, стадион је преименован 21. јуна 2013, непосредно након смрти бившег градоначелника Лила и бившег премијера Француске Пјера Морое (1928—2013).

## Историја
Дана 10. јула 2009. године, грађевинска компанија Ефаж је добила грађевинску дозволу и овлашћење да започне припремне радове за изградњу стадиона на локацији „Борне де л'Еспоар” у Вилнев д’Аску. У децембру 2009. године, последња два града метрополе Лил који тек треба да потпишу грађевинску дозволу придружила су се пројекту и дала своје овлашћење. У фебруару 2010. Француска је званично постала кандидат за организацију УЕФА Еуро 2016. Гранд Стад је постао симбол кандидатуре, чиме је појачана подршка јавности. У марту 2010. године почела је изградња приступне инфраструктуре (метро, аутопут, паркинг), а недељу дана након тога је почела изградња саме арене. Француска је 28. маја 2010. званично изабрана за организацију Еура 2016. Мартин Обри, која је наследила Пјера Мороа на челу ЛЦМУ-а и велики подржавалац ЛОСЦ-а и Гранд Стада, изразила је жељу да се Гранд Стаду додели значајан износ такмичења за предстојеће такмичење. Изградња је убрзана, а прву циглу је поставио генерални директор Ефажа у септембру 2010. Године 2011. постављена је конструкција која носи кров, а конструкције северне трибине су завршене до краја те године. 2012. године у једном дану успешно је постављен кров на увлачење, конструисан у једном комаду. Упркос неким законским кашњењима, стадион је испоручен по плану током лета 2012, на време за сезону ЛОСЦ 2012–13.

## Утакмице са Европског првенства 2016.
Стадион је био једно од места одржавања УЕФА Европског првенства 2016, а одиграле су се следеће утакмице:
| Датум         | Време (CET) | Екипа #1   | Резултат | Екипа #2        | Коло               | Посета |
| ------------- | ----------- | ---------- | -------- | --------------- | ------------------ | ------ |
| 12. јун 2016. | 21.00       | Немачка    | 2 : 0    | Украјина        | Група Ц            | 43.035 |
| 15. јун 2016. | 15.00       | Русија     | 1 : 2    | Словачка        | Група Б            | 38.989 |
| 19. јун 2016. | 21.00       | Швајцарска | 0 : 0    | Француска       | Група А            | 45.616 |
| 22. јун 2016. | 21.00       | Италија    | 0 : 1    | Република Ирска | Група Е            | 44.268 |
| 26. јун 2016. | 18.00       | Немачка    | 3 : 0    | Словачка        | Шеснаестина финала | 44.312 |
| 1. јул 2016.  | 21.00       | Велс       | 3 : 1    | Белгија         | Четвртфинале       | 45.936 |